# 허그데이

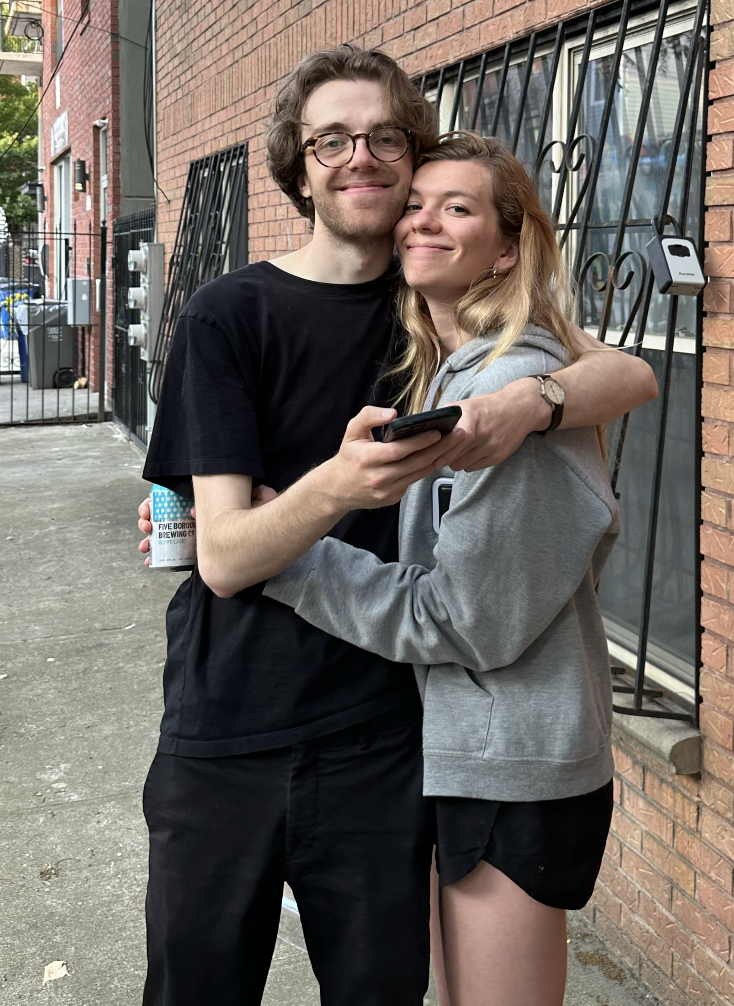
허그데이, 2023.1.21

허그데이(National Hug Day, National Hugging Day)는 케빈 자보니(Kevin Zaborney)가 창안한 기념일로, 매년 1월 21일이다. 대한민국의 경우, 매년 12월 14일이다. 미국 저작권 사무소와 런던의 허깅 위원회(Hugging Committee)에 의해 공식적으로 인식되며 가족 구성원이나 친구, 또는 낯선 사람을 포옹하는 날로, 누구에게나 포옹하더라도 정신적 육체적 건강은 동일하다.